# Vodnata-barlang
A Vodnata-barlang (bolgárul: Водната пещера) Bulgáriában található, a Balkán-hegységben, Cerovo falu közelében. Tukörfordításban a neve: A vizi-barlang. Hossza 3264 méter. Különlegessége az, hogy nagy számban található benne szőrszálszerűen elrendeződött hegyitej (montmilch), ez egy speciális kalcium-karbonát képződmény, illetve itt élnek Bulgária legnagyobb troglobiontjai (barlanglakó élőlényei): szárazföldi ászkarákok, soklábúak.

## Fordítás
- Ez a szócikk részben vagy egészben  a(z)   Водната пещера című bolgár Wikipédia-szócikk fordításán alapul.  Az eredeti cikk szerkesztőit annak laptörténete sorolja fel. Ez a jelzés csupán a megfogalmazás eredetét és a szerzői jogokat jelzi, nem szolgál a cikkben szereplő információk forrásmegjelöléseként.